# Arwidsson
Arwidsson är en svensk-finsk släkt, vilken skall härstamma från en bonde i Dalarna, vilken stupade i slaget vid Storkyro 1714.
Hans son Anders Gustafsson som först var skomakare i Stockholm och sedan löjtnant antog namnet Werre. Han blev far till skomakaren Arvid Werre (1734–1809) som bosatte sig i Finland och Björneborg och senare i Vasa. Dennes son prosten i Laukas, Adolf Arvid Arwidsson (1762–1828), antog namnet Arwidsson. Denne var i sin tur far till Adolf Ivar Arwidsson.
Bland släktens medlemmar märks:
- Adolf Ivar Arwidsson (1791–1858), historiker
- Thorsten A Arwidsson (1827–1893), sjöofficer, kartograf, den föregåendes son
- Ivar Arwidsson (1873–1936), iktyolog, den föregåendes son
- Thorsten Arwidsson (1904–1948), botaniker, den föregåendes son
- Greta Arwidsson (1906–1998), arkeolog, den föregåendes bror